# Penny Sartori
Penny Sartori es una doctora en medicina, enfermera diplomada e investigadora médica británica en el campo de los estudios de las experiencias cercanas a la muerte. Ha sido coordinadora del primer estudio prospectivo a largo plazo realizado sobre este tema en Reino Unido.

## Biografía
Sartori trabajó como enfermera de cuidados intensivos durante diecisiete años, tiempo durante el cual cuidó a muchos pacientes que estuvieron próximos a morir. Como resultado de estas experiencias, comenzó a investigar las experiencias cercanas a la muerte, culminando en la publicación de su monografía The Near-Death Experiences of Hospitalized Intensive Care Patients: A Five Year Clinical Study (Las experiencias cercanas a la muerte de pacientes en cuidados intensivos hospitalizados: un estudio clínico de cinco años), publicado por Edwin Mellen Press en 2008.
Su trabajo también le proporcionó un doctorado en 2005. Ahora trabaja como conferenciante y consultora.
Muchos de los fenómenos reportados parecen religiosos en su naturaleza.
El reciente libro de la Dra. Sartori, The Wisdom Of Near-Death Experiences (La sabiduría de las experiencias cercanas a la muerte), explora en profundidad la veracidad de las experiencias cercanas a la muerte